# Barbu Petrescu
Barbu Petrescu (n. 1 aprilie 1932, Săpunari, România) este un om politic român, membru PCR, membru al CPEx al PCR și primar al Capitalei între 7 februarie 1989 și 22 decembrie 1989, fiind precedat de Radu Constantin și succedat de Dan Predescu.
A fost cel care a organizat mitingul lui Nicolae Ceaușescu din data de 21 decembrie 1989.